# إيفن هانسن
إيفن هانسن (بالنرويجية البوكمول: Even Hansen)‏ هو لاعب كرة قدم نرويجي، ولد في 9 يونيو 1923 في شين في النرويج، وتوفي في 5 مارس 2016. شارك مع منتخب النرويج لكرة القدم. أما مع النوادي، فقد لعب مع نادي أود.

## وصلات خارجية
- إيفن هانسن على موقع اتحاد النرويج (النرويجية)
- إيفن هانسن على موقع ناشيونال فوتبول تيمز (الإنجليزية)